# Louis Joseph Denis Borély
Pour les articles homonymes, voir Borély.
Louis Joseph Denis Borély, né à Marseille le 2 avril 1731 et mort à Marseille le 6 avril 1784, est un négociant marseillais, amateur d'art et ancien propriétaire du château Borély.

## Biographie
Louis Joseph Denis Borély est le fils aîné d'Anne Abeille (1701-1741) et de Louis Borély (1692-1768) qui fut négociant à Alexandrie, conseiller-secrétaire du roi près de la Chambre des comptes puis fondateur au Caire de la maison de négoce « Jullien Despeignes et compagnie ». Louis Borély, de retour à Marseille, commence en 1766 la construction d'une somptueuse demeure mais n'en voit pas l'achèvement car il meurt le 2 avril 1768.[réf. nécessaire]
Louis Joseph Denis Borély, très affecté par la mort de son père, se fait un devoir d'achever la construction de la bastide qui deviendra le « château Borély » ; il maintient les dispositions générales mais fait réaliser une décoration intérieure d'un luxe raffiné avec de nombreux tableaux et œuvres d'art car, homme de lettres et amateur de peinture, il semble davantage attiré par les arts que par le commerce.
Il est nommé à l'Académie de Marseille le 20 mars 1765, dont il devient chancelier en 1772 et 1782, ainsi que secrétaire par intérim en 1782. Très aimé et apprécié de ses collègues de l'Académie, il eut un éloge funèbre émouvant prononcé le 25 août 1785 par Dominique Audibert.